# Paola Cabezas
Janeth Paola Cabezas Castillo (Esmeraldas, 1978) es una política y periodista ecuatoriana. Fue asambleísta nacional del Ecuador, entre 2021 y 2023.

## Biografía
Nació en 1978 en la ciudad de Esmeraldas, pero se crio en el cantón Quinindé. En 2008 se graduó como licenciada en Ciencias de la Comunicación en la Universidad de Guayaquil y posteriormente obtuvo una maestría en marketing político de la Universidad del Salvador, en Buenos Aires.
A los 22 años empezó a trabajar en la radio. Luego de mudarse a Guayaquil continuó laborando como locutora en varias estaciones de radio, luego ingresó a RTS como reportera de noticias y de la revista matinal El club de la mañana, donde permaneció hasta 2009. Ese año ingresó a Ecuador TV, donde se desempeñó como la primera presentadora afroecuatoriana de noticias en la historia del canal.

### Vida política
Inició su vida política en 2010 trabajando en la Secretaría Nacional de Gestión Política y en la Secretaría de Pueblos, donde se desempeñó como especialista en interculturalidad. El 10 de octubre de 2013 fue designada gobernadora de la Provincia de Esmeraldas por el presidente Rafael Correa, cargo que ocupó hasta el 19 de agosto de 2016. Posteriormente fue delegada de la provincia de Esmeraldas en el Comité de Reconstrucción y Reactivación Productiva y del Empleo que se creó luego del Terremoto de Ecuador de 2016.
Para las elecciones legislativas de 2017 fue elegida asambleísta nacional alterna del legislador Augusto Espinosa por el movimiento Alianza PAIS. Durante este periodo reemplazó a Espinosa en sesenta ocasiones. En las elecciones legislativas de 2021 fue elegida asambleísta nacional principal por la alianza UNES.

## Televisión
| Año       | Programa                   | Rol          |
| --------- | -------------------------- | ------------ |
| 2009      | Ecuador TV Noticias        | Presentadora |
| 2008-2009 | El Club de la mañana       | Reportera    |
| 2008-2009 | La Noticia en la comunidad | Reportera    |